# 2. List do Koryntian
Drugi List do Koryntian [2 Kor] – jeden z listów apostoła Pawła, znajdujący się w Nowym Testamencie. 
Napisany wspólnie z Tymoteuszem podczas pobytu Pawła w Macedonii pod koniec 57 n.e. do chrześcijan korynckich oraz mieszkających w „całej Achai”. Początkowo apostoł zamierzał odwiedzić Korynt, ale nieznane przykre wydarzenie, do którego aluzję czyni w liście, odwiodło go od tego. Zamiast wizyty Paweł wysłał ciepły, osobisty list, w którym wyjaśnia charakter swojej misji i broni się przed zarzutami. Ponadto list zawiera wezwanie do udzielenia jałmużny dla ubogich z Jerozolimy. Z teologicznego punktu widzenia list porusza sprawę nauki o odkupieniu, apostolatu, znaczenia dobrych uczynków – modlitwy, jałmużny i braterskiego napominania.

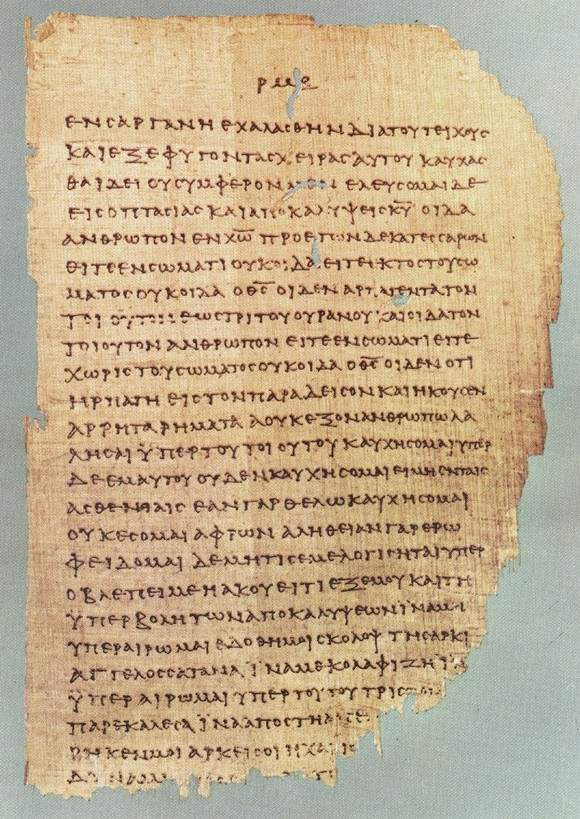
Strona papirusu P^{46} jednego z najstarszych papirusów Nowego Testamentu zawierająca tekst 2 Kor 11,33 — 12,9.